# Dominik Szoboszlai
Dominik Szoboszlai (Stolni Biograd, Mađarska, 25. listopada 2000.) mađarski je nogometaš koji igra kao vezni igrač za engleski prvoligaški klub Liverpool i mađarsku reprezentaciju u kojoj je kapetan. Svestran je igrač, sposoban igrati kao vezni igrač, desni vezni ili napadački vezni.

## Klupska karijera
Njegov prvi debitantski nastup u seniorskoj momčadi bio je 2017. u austrijskom klubu FC Liefering, rezervnoj momčadi Red Bull Salzburga. U siječnju 2018. Szoboszlai je debitirao u Red Bull Salzburgu, postavši prvotimac od sezone 2018./19. Nakon tri sezone, u kojima je pomogao svom klubu da osvoji tri naslova prvaka i dva domaća kupa, u siječnju 2021. Szoboszlai se preselio u Njemačku u RB Leipzig, klub povezan s Red Bull Salzburgom, za prijavljenu naknadu od 20 milijuna eura, što ga je učinilo najskupljim mađarskim nogometašem svih vremena. U tri sezone u klubu pomogao je svojoj ekipi da osvoji dva naslova DFB-pokala. U srpnju 2023. pridružio se Liverpoolu nakon što su platili njegovu izlaznu klauzulu od 70 milijuna eura, čime je postao četvrti najskuplji igrač kluba svih vremena.

## Reprezentativna karijera
Szoboszlai je predstavljao Mađarsku na međunarodnoj razini, na razini mladih i seniora. Za seniore je debitirao u kvalifikacijama za Euro 2020., pomažući svojoj zemlji da se kvalificira na završni turnir postigavši pogodak u posljednjoj minuti u doigravanju protiv Islanda.